# Umetnost obdobja preseljevanja ljudstev
Umetnost obdobja preseljevanja ljudstev označuje umetnine germanskih ljudstev v obdobju preseljevanja (približno od leta 300–900 n. št.). Vključuje umetnost migracij nemških plemen po celini, pa tudi začetek otoške ali irsko-saške umetnosti, anglosaške in keltske fuzije na britanskih otokih. Zajema številne različne sloge umetnosti, vključno z barvnim in živalskim slogom. Po kristjanizaciji se je umetnostno obdobje preseljevanja ljudstev razvilo v različne šole zgodnje srednjeveške umetnosti v zahodni Evropi, ki jih običajno razvrščajo po regijah, kot sta anglosaška in karolinška umetnost, preden so se razvili slogi romanske umetnosti na celotni celini in končno gotska umetnost.

## Ozadje
V 3. stoletju se je Rimsko cesarstvo skoraj sesulo in njegova vojska je postajala vse bolj germanska v izgledu. Ko so v 4. stoletju so Huni potisnili germanska plemena proti zahodu, so se razlivali čez meje cesarstva in se tam začeli naseljevati. Vizigoti so se naselili v Italiji in nato Španiji, na severu so se Franki naselili v Galijo in zahodno Germanijo, v 5. stoletju pa so Angli, Sasi in Juti napadli Rimsko Britanijo. Zahodno rimsko cesarstvo je bilo do konca 6. stoletja skoraj v celoti nadomeščeno z manjšimi manj politično organiziranimi, a živahnimi germanskimi kraljestvi.
Čeprav ta kraljestva niso bila nikoli homogena, so si delila določene skupne kulturne značilnosti. Naselili so se v svojih novih deželah in postali kmetje in ribiči. Arheološki dokazi ne kažejo tradicije monumentalnih umetnin, kot sta arhitektura ali velika skulptura v trajnih materialih, ampak prednost pred 'mobilno' umetnostjo za osebno uporabo, običajno tudi s praktično funkcijo, kot so orožje, konjski okras, orodje in nakit, ki se je pritrjeval na oblačila. Ohranjena umetnost germanskega ljudstva je skoraj povsem osebni okras, prenosljiv, pred sprejetjem v krščanstvo pa je bil pokopan s svojim lastnikom. Veliko umetnosti v organskih materialih nedvomno ni preživelo.
V germanski umetnosti prevladujejo trije slogi. Mnogobarven slog izvira od Gotov, ki so se naselili na območju Črnega morja. Animalistični slog so našli v Skandinaviji, severni Germaniji in Angliji. Nazadnje je prišla otoška umetnost ali irsko-saški slog, kratko, a uspešno obdobje po kristjanizaciji, ki je doživelo zlivanje animalističnega sloga, keltskih, mediteranskih in drugih motivov in tehnik.

## Umetnost

### Mnogobarven slog
Med 2. stoletjem so Goti južne Rusije odkrili nov okus po zlatih figuricah in predmetih, okrašenih z dragimi kamni. Ta slog so si izposodili pri Skitih in Sarmatih, imel je nekaj grško-rimskih vplivov, priljubljen je bil tudi pri Hunih. Morda najbolj znane primere najdemo v  zakladu iz  Pietroasele (Romunija) iz 4. stoletja, ki vključuje veliko broško z zlatim orlom (slika). Motiv orla izvira iz vzhodne Azije in izhaja iz udeležbe Gotov v Hunskem cesarstvu, kot v gotski mnogobarvni zaponki za pas z orlovo glavo iz 4. stoletja ((slika) iz južne Rusije.
Goti so ta slog prenesli v Italijo, južno Francijo in Španijo. Znan primer je ostrogotski orel (fibula) iz Cesene v Italiji, ki je zdaj v muzeju v Nürnbergu. Drug je vizigotska mnogobarvna votivna krona (slika) iz Recceswinta, blizu Toleda, ki je bila najdena v votivnem zakladu iz c. 670 v Fuente de Guarrazar, blizu Toleda. O priljubljenosti sloga je mogoče pričati z odkritjem mnogobarvnega meča (slika) v grobu frankovskega kralja Hilderika I. (umrl ca 481), precej severno od Alp.

### Animalistični slog
Študijo severnoevropske ali 'germanske', zoomorfne dekoracije je v delu, objavljenem leta 1904 , uvedel Bernhard Salin. Animalistično umetnost tega obdobja je približno od leta 400 do 900 razvrstil v tri faze: slog I, II in III. O nastanku teh različnih faz je še vedno veliko razprav; razvoj trendov poznoantične popularne umetnosti v provincah je en element, starejše tradicije nomadskih azijskih stepskih ljudstev pa drug. Prva dva sloga v Evropi najdemo zelo široko v umetnosti 'barbarskih' ljudstev obdobja preseljevanja ljudstev.
Slog I; Najprej se pojavi v severozahodni Evropi, postal je opazen nov slog z uvedbo tehnike rezbarenja sekancev, ki je bila v 5. stoletju uporabljena za bron in srebro. Zanj so značilne živali, katerih telesa so razdeljena na odseke in se običajno pojavljajo na robu modelov, katerih glavni poudarek je na abstraktnih vzorcih.
Slog II; Po približno letu 560-570 je bil slog I. v zatonu in ga je začel nadomeščati Salinov slog II. Živali sloga II so cele zveri, vendar so njihova telesa podaljšana v 'trakove', ki so se prepletali v simetrične oblike brez pretvarjanja naturalizma in običajno brez nog, tako da so po navadi opisane kot kače, čeprav imajo glave pogosto značilnosti drugih vrst živali. Žival postane vključena v okrasne vzorce, običajno s prepletanjem. Tako sta dva medveda obrnjena drug proti drugemu v popolni simetriji, ki tvorita obliko srca. Primere sloga II najdemo na pokrovu zlate zaponke za torbico.
Po približno 700 razvitih lokaliziranih slogov, ni več zelo koristno govoriti o splošnem germanskem slogu. 
Salinov Slog III najdemo večinoma v Skandinaviji in ga lahko imenujemo tudi vikinška umetnost.

### Krščanski vplivi
Cerkev je v zgodnjem migracijskem obdobju nastala kot edina nadnacionalna sila v Evropi po razpadu Rimskega cesarstva. Predstavljala je poenoten element in je bil edina institucija, ki je lahko ohranila izbrane elemente klasične civilizacije. Ko se je preobrazba germanskega ljudstva do konca 7. stoletja v zahodni Evropi približala zaključku, je cerkev postala glavni zavetnik umetnosti, ki je naročila iluminirane rokopise in druge liturgične predmete. Zapis kaže na stalen upad germanskih oblik in naraščajoč vpliv Sredozemlja. Ta postopek se je hitro zgodil pri Gotih v Italiji in Španiji, počasneje pa je bil videti dalje na sever. To spremembo lahko opazimo v merovinškem kodeksu Gelasian Sacramental iz 8. stoletja, ki ni vseboval elementov iz sloga II, namesto tega je pokazal mediteranske primere rib, ki so bile uporabljene za tvorjenje velikih črk na začetku poglavij.